# 3956 Caspar
3956 Caspar este un asteroid din centura principală, descoperit pe 3 noiembrie 1988 de Poul Jensen.